# Infamy
Infamy ist das fünfte Album des US-amerikanischen Hip-Hop-Duos Mobb Deep. Es erschien am 11. Dezember 2001 über die Musiklabels Loud Records und Columbia Records.

## Titelliste
1. Pray for Me (feat. Lil' Mo) – 3:22
2. Get Away – 3:40
3. Bounce – 4:13
4. Clap – 4:53
5. Kill That Nigga – 3:47
6. My Gats Spitting (feat. Infamous Mobb) – 4:34
7. Handcuffs – 3:34
8. Hey Luv (Anything) (feat. 112) – 4:04
9. The Learning (Burn) (feat. Noyd und Vita) – 4:17
10. Live Foul – 4:24
11. Hurt Niggas (feat. Noyd) – 3:30
12. Get At Me – 3:33
13. I Won't Fall – 4:20
14. Crawlin’ – 4:07
15. Nothing Like Home (feat. Littles) – 4:27
16. There I Go Again / So Long (feat. Ron Isley) – 10:17

## Kritiken
Die E-Zine Laut.de bewertete Infamy mit vier von möglichen fünf Punkten. Aus Sicht des Redakteurs Stefan Johannesberg habe sich Mobb Deep in den zehn Jahren Bandgeschichte „ihre eigene Nische geschaffen“ und mit „knochentrockenen Beats, minimalistisch dramatischen Loops und harter Straßenpoesie […] den sogenannten Reality Rap“ kreiert. Da jedoch die „Kommerz-Spanne zu den Kollegen Jay-Z oder DMX“ mittlerweile weit auseinanderklaffe, habe das Duo „seinen Sound etwas bouncender, clubtauglicher, kurz kommerzieller“, gemacht. Während die Lieder Hey Luv oder Handcuffs „wirklich schlechte, seichte Speichelleckertracks“ darstellen, werden Pray For Me oder There I Go Again als „soulvolle Rapsongs“ gelobt. Die Produktionen der Stücke seien „sehr straight gehalten und preschen oft groovend nach vorne.“ Negativ wird der „lustlose Flow“ Prodigys kritisiert. So werde der Rapper „ein ums andere Mal von Partner Havoc an die Wand gerappt.“

## Kommerzieller Erfolg

### Chartplatzierungen
Infamy konnte Platz 22 der US-amerikanischen Billboard 200 belegen. Nach 23 Wochen stieg das Album wieder aus den Charts aus. Die Single Hey Luv (Anything) positionierte sich auf Rang 58 der US-amerikanischen Single-Charts. In Frankreich erreichte Infamy Platz 135 der Album-Charts.
| ChartsChartplatzierungen       | Höchstplatzierung | Wochen |
| ------------------------------ | ----------------- | ------ |
| Vereinigte Staaten (Billboard) | 22 (23 Wo.)       | 23     |

| ChartsJahrescharts (2002)      | Platzierung |
| ------------------------------ | ----------- |
| Vereinigte Staaten (Billboard) | 117         |

### Auszeichnungen für Musikverkäufe
| Land/Region               | Auszeichnungen für Musikverkäufe (Land/Region, Auszeichnung, Verkäufe) | Verkäufe |
| ------------------------- | ---------------------------------------------------------------------- | -------- |
| Vereinigte Staaten (RIAA) | Gold                                                                   | 500.000  |
| Insgesamt                 | 1× Gold ·                                                              | 500.000  |